# Arbre d'inhumation

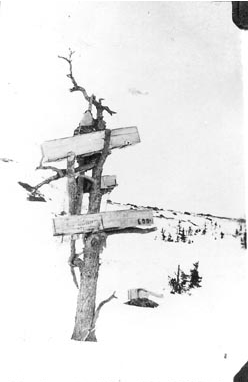
Arbre d'inhumation inuit, Rivière aux Feuilles, Québec, vers 1924-1936

Un arbre funéraire ou arbre d'inhumation ou échafaudage funéraire est un arbre ou une structure simple utilisée dans un rite funéraire pour soutenir des cadavres ou des cercueils . Ce type d'installation funéraire étaient autrefois courants chez les Balinais, les Naga, certains aborigènes australiens et certaines cultures des Nord-Amérindiens.

## Nord-Amérindiens

### Arbre d’inhumation
Un certain nombre d’Amérindiens utilisaient un arbre funéraire comme dernier lieu de repos pour un parent décédé, soit de manière systématique (échafaudage) ou comme alternative à une tombe:87:99.
Le cadavre était soigneusement enveloppé dans une robe ou des couvertures ; il était ensuite placé dans une fourche de l’arbre:67 ou bien attaché à une branche solide:83. Les adultes autant que les enfants étaient inhumés de cette manière:83 and 385. Un arbre funéraire pouvait contenir plus d’un mort:112. Maximilian zu Wied-Neuwied a observé des arbres funéraires avec un tronc et des branches peintes en rouge chez les Indiens Assiniboine:45-46. Il semble que n’importe quel arbre était convenable pour cette pratique : le liard:112 est mentionné par les voyageurs sur les grandes plaines, ainsi que le pin:83 et le cèdre:69. Les morts pourraient être placés à 2 mètres du sol jusqu’au sommet:112. Certains des effets personnels du défunt étaient souvent placés près du cadavre.

### Échafaud
Un échafaudage funéraire était généralement constitué de quatre poteaux verticaux, rassemblés au sommet. Cette structure supportait une sorte de plateforme ou de cercueil, où le cadavre reposait hors de la portée des loups. L'emplacement préféré était sur une colline:83. Les proches déposaient souvent certains des effets personnels des morts sur la plateforme ou autour de l'échafaudage:87.

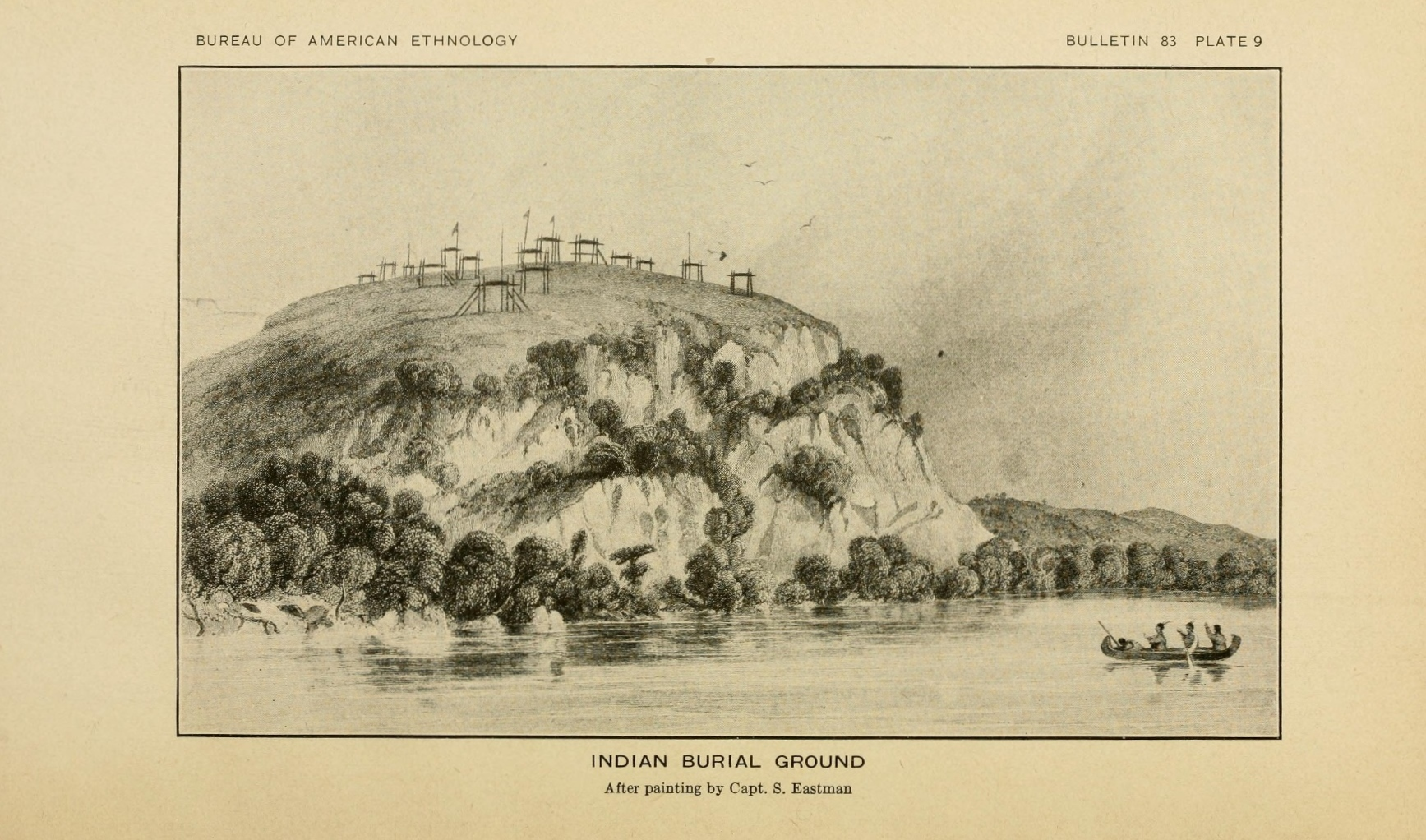
Cimetière indien. S. Eastman

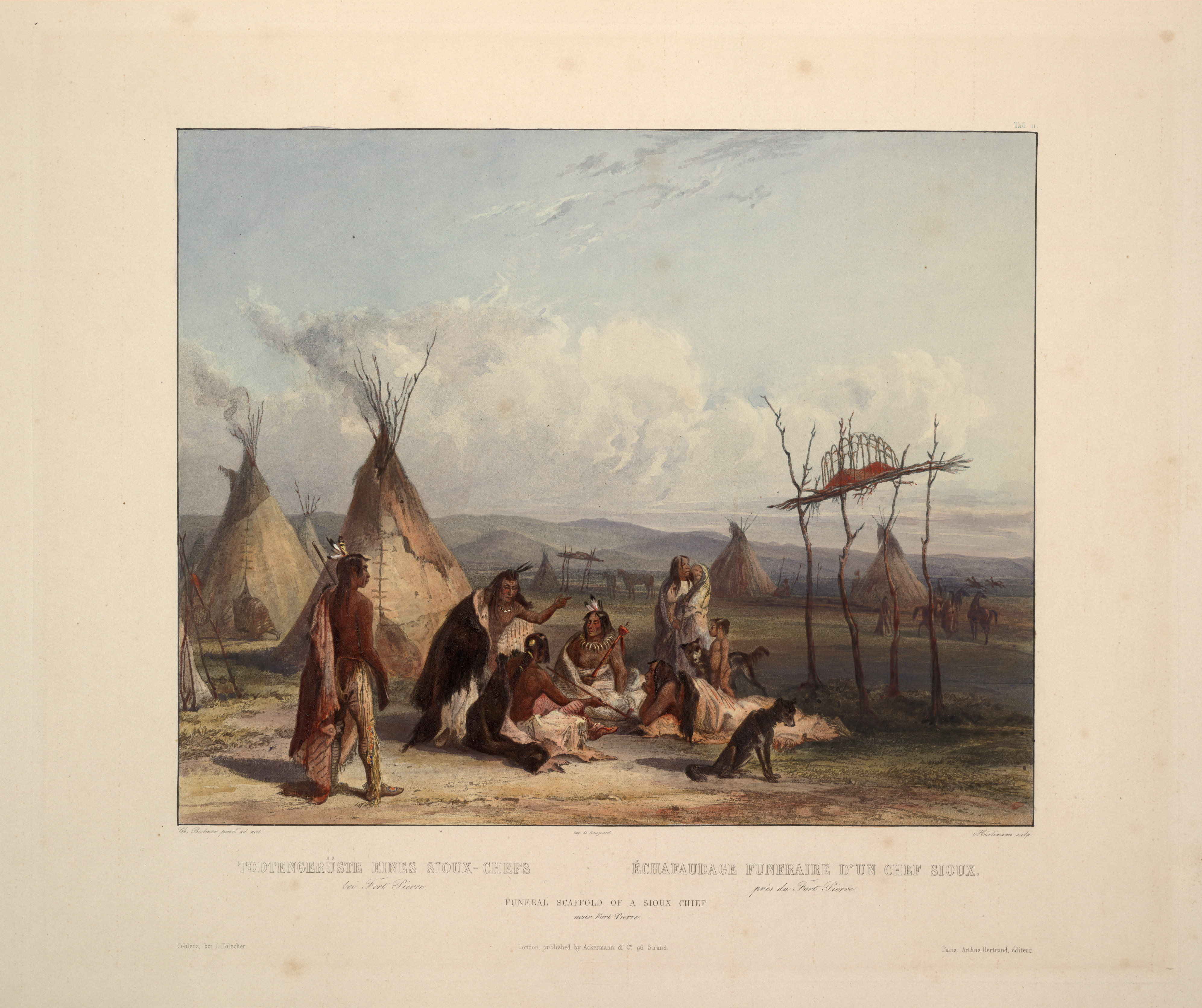
Échafaudage funéraire d'un chef Sioux. Les Cheyennes utilisaient parfois la même méthode pour protéger le corps.

Les poteaux atteignaient « une hauteur d'homme au-dessus du sol » (6 à 8 pieds):87:102,:20. Un échafaudage extraordinairement haut, estimé à environ 18 pieds, portait le corps d'un Sioux Sisseton:23. Un échafaudage décrit avait des poteaux peints avec des bandes horizontales noires et rouges:75. Un voyageur du Nebraska en 1849 a vu un échafaudage fait de poteaux de tipis appuyés l'un contre l'autre au sommet et avec deux plateformes à mi-hauteur:102.
Un Ojibwé avait ses armes et autres effets personnels avec lui sur l'échafaud, avec de la nourriture, des ustensiles de cuisine et du tabac:87. Cette pratique pourrait avoir été utilisée comme une solution temporaire lorsque la mort survenait loin du cimetière commun composé des tombes et de marques. L'écorce de bouleau servait d'alternative à un l'enveloppement avec du tissu chez les Ojibwés:76.
Au 18e siècle les Chactas plaçaient les morts sur un échafaudage comme première étape du processus d'inhumation. Quelques mois plus tard des décharneurs repassaient pour dépouiller les os de la chair. Le squelette était ensuite nettoyé et mis morceau par morceau dans une sorte de petit cercueil puis finalement placé dans un bâtiment ossuaire de la ville indienne:94.
Les effets personnels d'une Indienne ont été déposés avec elle dans une boîte en pin ouverte (probablement fabriquée par un charpentier) située sur un échafaudage installé près de Fort Laramie en 1866. La tête et la queue de ses deux poneys étaient attachées respectivement aux poteaux est et ouest:21.
Chez les Crows, les morts étaient enveloppés dans une robe et placés sur la plateforme avec les pieds à l'est. Beaucoup plus tard, les os pouvaient être collectés et placés dans une fente rocheuse:67.
Les Indiens Mandan plaçaient le cadavre sur l'échafaudage avec les pieds au sud-est, de sorte que l'esprit était dirigé vers le vieux pays Mandan situé vers Heart River, Dakota du Nord:99. L'échafaudage pourri et au sol, les os étaient enveloppés dans une peau et enterrés dans les ordures du village de Mandan ou au bord d'une rivière:101. Le crâne était placé parmi d'autres crânes du clan disposés en cercles sur le sol près des échafaudages:100. Les nouveau-nés, décédés sans nom, n'étaient pas considérés comme des membres de la société et étaient donc placés dans des arbres (ou enterrés) loin des lieux communs d'inhumation du village:98.

### Raisons des enterrements dans les arbres et sur les échafaudages
Pendant l'hiver, les Indiens Ponca remplaçaient souvent une tombe par un échafaudage parce que le sol était gelé:155. Un Lakota a résumé les avantages de l'échafaudage sur la tombe : « (1) Des animaux ou des personnes pouvaient marcher sur les tombes; (2) les morts pourraient se retrouver dans la boue et l'eau après la pluie ou la neige; (3) les loups pouvaient déterrer les corps et les dévorer. ":486. Avec les morts placés sur un échafaudage ou dans un arbre, les proches pouvaient facilement parler au défunt:571.

## Galerie

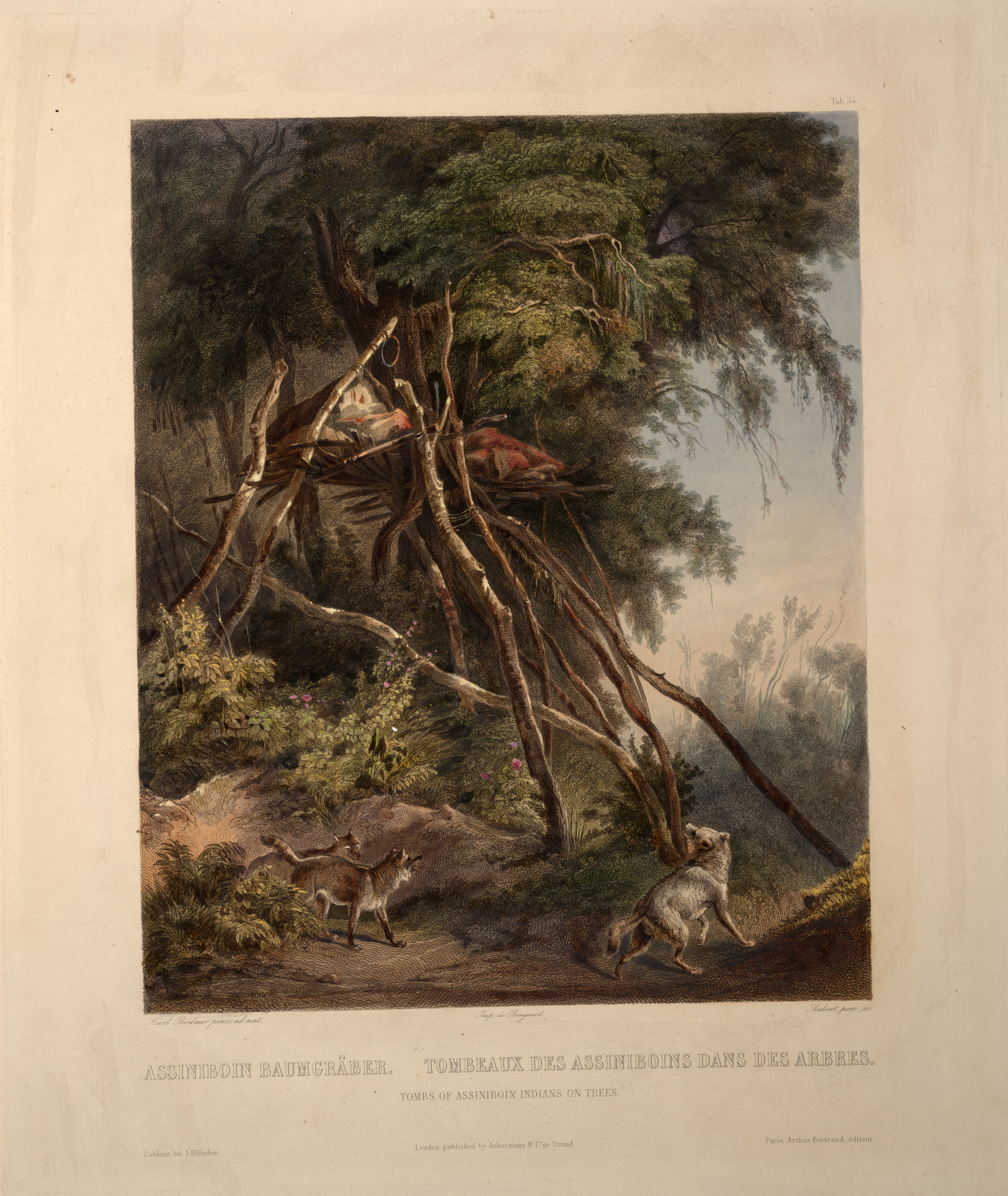
Arbres funéraires d'Indiens Assiniboin. Maximilian zu Wied a observé les corps d'Indiens Assiniboine placés ainsi lors de son voyage sur la rivière Missouri en 1833. Photo de Karl Bodmer .
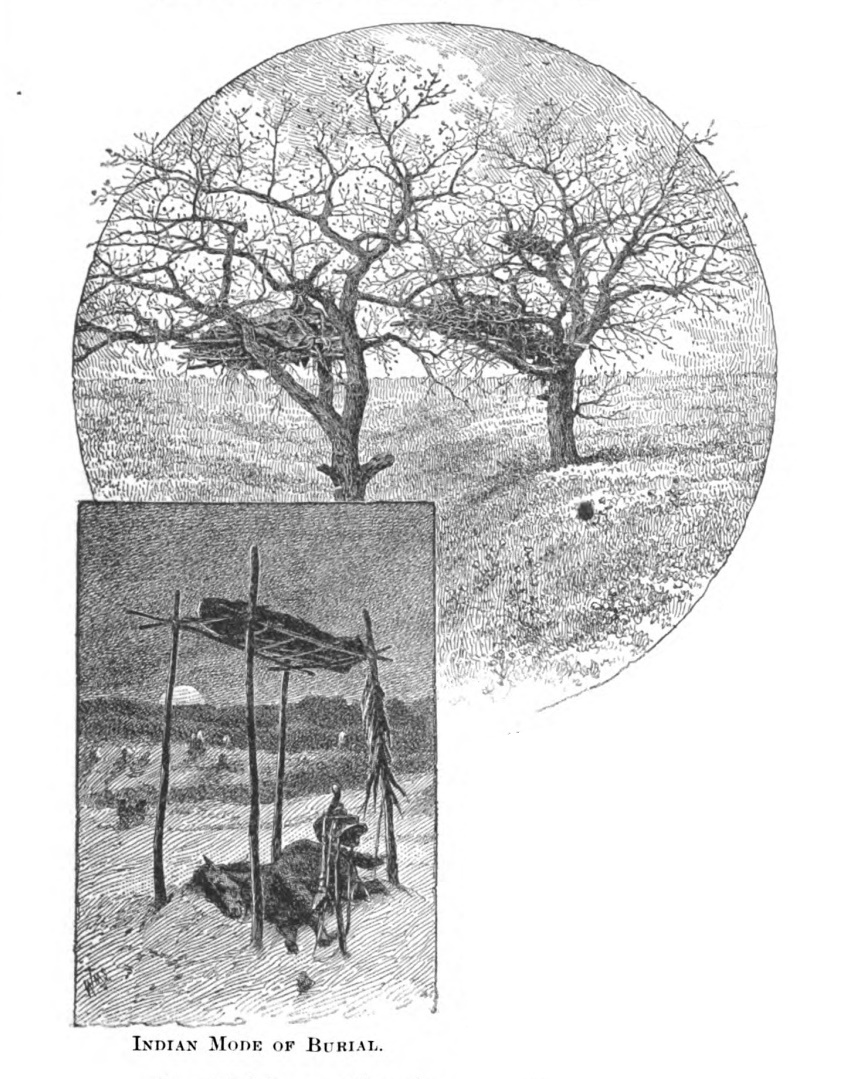
Inhumation sur arbre ou échafaudage